# Eiweißfehler
Der Eiweißfehler ist die verminderte Wirksamkeit von chemischen Desinfektionsmitteln bei Anwesenheit von Eiweißen (Proteinen) oder eiweißhaltigem Material (z. B. Blut, Serum, Eiter).
Dabei bewirkt das Desinfektionsmittel eine Koagulation der Proteine, wodurch darin eingeschlossene Krankheitserreger vor der Inaktivierung oder Abtötung geschützt sind, weshalb die Krankheitserreger nach der Desinfektion noch immer auf dem zu desinfizierenden Material sind und eine Krankheit auslösen können.
Je nach Art des Desinfektionsmittels ist der Eiweißfehler unterschiedlich ausgeprägt.
So haben zum Beispiel quartäre Ammoniumverbindungen und Alkohole einen starken, Phenole und Aldehyde jedoch einen geringen Eiweißfehler.
Generell gilt, dass man den zu desinfizierenden Gegenstand zunächst reinigen und von grobem anhaftendem Schmutz befreien sollte. Tritt trotzdem ein Eiweißfehler auf, so sollte man entweder die Konzentration des Desinfektionsmittels ändern oder eines mit einem geringen Eiweißfehler verwenden. Der Wirkverlust durch Tenside wird als Seifenfehler bezeichnet.